# Pattinaggio di velocità ai XVII Giochi olimpici invernali
Ai XVII Giochi olimpici invernali del 1994 a Lillehammer (Norvegia), vennero assegnate medaglie in dieci specialità del pattinaggiò di velocità. Le gare si svolsero dal 12 al 27 febbraio.

## Risultati

### Gare maschili

#### 500 m
| Posizione | Atleta            | Nazione  | Tempo |
| --------- | ----------------- | -------- | ----- |
| 1         | Aleksandr Golubev | Russia   | 36,33 |
| 2         | Sergej Klevčenja  | Russia   | 36,39 |
| 3         | Manabu Horii      | Giappone | 36,53 |

#### 1000 m
| Posizione | Atleta           | Nazione     | Tempo   |
| --------- | ---------------- | ----------- | ------- |
| 1         | Dan Jansen       | Stati Uniti | 1:12,43 |
| 2         | Ihar Žaljazoŭski | Bielorussia | 1:12,72 |
| 3         | Sergej Klevčenja | Russia      | 1:12,85 |

#### 1500 m
| Posizione | Atleta           | Nazione     | Tempo   |
| --------- | ---------------- | ----------- | ------- |
| 1         | Johann Olav Koss | Norvegia    | 1:51,29 |
| 2         | Rintje Ritsma    | Paesi Bassi | 1:51,99 |
| 3         | Falko Zandstra   | Paesi Bassi | 1:52,38 |

#### 5000 m
| Posizione | Atleta           | Nazione     | Tempo   |
| --------- | ---------------- | ----------- | ------- |
| 1         | Johann Olav Koss | Norvegia    | 6:34,96 |
| 2         | Kjell Storelid   | Norvegia    | 6:42,68 |
| 3         | Rintje Ritsma    | Paesi Bassi | 6:43,94 |

#### 10000 m
| Posizione | Atleta           | Nazione  | Tempo    |
| --------- | ---------------- | -------- | -------- |
| 1         | Johann Olav Koss | Norvegia | 13:30,55 |
| 2         | Kjell Storelid   | Norvegia | 13:49,25 |
| 3         | Bart Veldkamp    | Belgio   | 13:56,73 |

### Gare femminili

#### 500 m
| Posizione | Atleta           | Nazione     | Tempo |
| --------- | ---------------- | ----------- | ----- |
| 1         | Bonnie Blair     | Stati Uniti | 39,25 |
| 2         | Susan Auch       | Canada      | 39,61 |
| 3         | Franziska Schenk | Germania    | 39,70 |

#### 1000 m
| Posizione | Atleta       | Nazione     | Tempo   |
| --------- | ------------ | ----------- | ------- |
| 1         | Bonnie Blair | Stati Uniti | 1:18,74 |
| 2         | Anke Baier   | Germania    | 1:20,12 |
| 3         | Ye Qiaobo    | Cina        | 1:20,22 |

#### 1500 m
| Posizione | Atleta             | Nazione  | Tempo   |
| --------- | ------------------ | -------- | ------- |
| 1         | Emese Hunyady      | Austria  | 2:02,18 |
| 2         | Svetlana Fedotkina | Russia   | 2:02,69 |
| 3         | Gunda Niemann      | Germania | 2:03,41 |

#### 3000 m
| Posizione | Atleta            | Nazione  | Tempo   |
| --------- | ----------------- | -------- | ------- |
| 1         | Svetlana Bažanova | Russia   | 4:17,43 |
| 2         | Emese Hunyady     | Austria  | 4:18,14 |
| 3         | Claudia Pechstein | Germania | 4:18,34 |

#### 5000 m
| Posizione | Atleta            | Nazione  | Tempo   |
| --------- | ----------------- | -------- | ------- |
| 1         | Claudia Pechstein | Germania | 7:14,37 |
| 2         | Gunda Niemann     | Germania | 7:14,88 |
| 3         | Hiromi Yamamoto   | Giappone | 7:19,68 |

## Medagliere per nazioni
| Pos | Nazione     | Oro | Argento | Bronzo | Totale |
| --- | ----------- | --- | ------- | ------ | ------ |
| 1   | Norvegia    | 3   | 2       | 0      | 5      |
| 2   | Stati Uniti | 3   | 0       | 0      | 3      |
| 3   | Russia      | 2   | 2       | 1      | 5      |
| 4   | Germania    | 1   | 2       | 3      | 6      |
| 5   | Austria     | 1   | 1       | 0      | 2      |
| 6   | Paesi Bassi | 0   | 1       | 2      | 3      |
| 7   | Canada      | 0   | 1       | 0      | 1      |
| 7   | Bielorussia | 0   | 1       | 0      | 1      |
| 9   | Giappone    | 0   | 0       | 2      | 2      |
| 10  | Belgio      | 0   | 0       | 1      | 1      |
| 10  | Cina        | 0   | 0       | 1      | 1      |